# Heinrich Anton Wolf
Heinrich Anton Wolf, genannt Heinz Wolf (* 3. März 1908 in Limburg an der Lahn; † 1. Oktober 1984 ebenda) war ein deutscher Jurist und CDU-Politiker. Er war von 1937 an zunächst Anwärter für die Laufbahn als Staatsanwalt in Limburg an der Lahn, ab 1939 Staatsanwalt in Danzig und Traunstein. In seiner Tätigkeit als Staatsanwalt in der Zeit des Nationalsozialismus wirkte er an Unrechtsurteilen mit, wurde aber im Rahmen der Entnazifizierung als „Entlasteter“ eingestuft. Ab 1949 war Wolf als Staatsanwalt in Limburg an der Lahn und ab 1957 als Oberstaatsanwalt in Frankfurt am Main tätig, bevor er ab 1962 Landtagsabgeordneter der hessischen CDU wurde. Ab 1964 war Wolf schließlich Landrat im Landkreis Limburg, anschließend von 1974 bis 1975 im neugegründeten Landkreis Limburg-Weilburg.

## Leben und politischer Werdegang
Wolf besuchte das humanistische Gymnasium in Limburg und studierte von 1927 bis 1932 Rechts- und Staatswissenschaften an der Universität Frankfurt. Mit Beginn seines Studiums wurde er aktiv bei der Frankfurter Burschenschaft Arminia. Die Erste Juristische Staatsprüfung bestand Wolf am 17. Dezember 1932 in Frankfurt am Main mit der Gesamtnote ausreichend. Am 1. Mai 1933 wurde er Mitglied der NSDAP (Mitgliedsnummer 3.497.884), 1935 war er Rechtsreferendar in Limburg und Kreisobmann des NS-Rechtswahrerbundes; 1936 war er dort Gau-Pressesprecher. Seit September oder November 1933 gehörte er der SA an (hier fungierte er als Rottenführer, Truppführer sowie Presse- und Fürsorgewart). Nach dem Zweiten Staatsexamen, das er am 25. März 1936 in Düsseldorf mit gut bestand, trat er in den Staatsdienst ein. Am 29. November 1937 heiratete er die aus Hahnstätten stammende Maria Johanna Prötz (1914–2012). Der junge Beamte machte, zunächst in Frankfurt am Main, dann im NS-Justizapparat in Danzig, rasch Karriere. Im Mai 1949 erfolgte seine Wiedereinstellung in den Staatsdienst. Dort verblieb er bis zu seiner Pensionierung, lediglich unterbrochen durch die Wahrnehmung diverser Ämter und Funktionen als Politiker der CDU.

### 1939 bis 1945: Staatsanwalt in Danzig und Traunstein
Von November 1939 bis August 1944 war Wolf Staatsanwalt in Danzig und vertrat dort gelegentlich den Generalstaatsanwalt Kurt Bode. Die durch die Danziger Zeit entstandenen guten beruflichen Beziehungen zwischen Wolf und Bode dauerten bis in die 1950er Jahre an. Vor allem aber wirkte er als Anklagevertreter vor dem Sondergericht Danzig und vor dem -Senat Danzig unter dem Vorsitz von Arno Beurmann. Die Sondergerichte in Danzig, Bestandteil der neuen, im Zuge der deutschen Besetzung Polens errichteten Verwaltungsstruktur im Reichsgau Danzig-Westpreußen, wurden von Seiten des Reichsjustizministeriums vorzugsweise mit „zuverlässigen Beamten“ besetzt. Wolf war dabei, so der Autor Dieter Schenk, „für zahlreiche Blut- und Gesinnungsurteile verantwortlich“. So wurde im gesamten Danziger Justizapparat, flankierend zum Terror der Einsatzgruppen der Sicherheitspolizei und des SD, die angestrebte Massenvernichtung der polnischen „Intelligenz“ sowie der Bevölkerung durch systematische Rechtsbeugung umgesetzt. Im August 1944 trat Wolf eine Stelle als Staatsanwalt in Traunstein an, wo er auch das Ende des Krieges erlebte. Sein Entnazifizierungsverfahren wurde am 26. September 1947 in Bad Reichenhall mit dem Urteil „Entlasteter nach Art. 13“ abgeschlossen.

### 1947 bis 1962: Krupp-Prozess, (Ober-)Staatsanwalt in Frankfurt am Main
Im Krupp-Prozess war Wolf ab dem 1. November 1947, also unmittelbar nach seiner Entnazifizierung, als Assistent von Otto Kranzbühler tätig. Dieser verteidigte den Industriellen Alfried Krupp von Bohlen und Halbach, der unter anderem wegen des Einsatzes von Zwangsarbeit angeklagt war. Ab September 1948 arbeitete Wolf für den Münchner Rechtsanwalt König, ab dem 2. Mai 1949 wieder bei der Staatsanwaltschaft Frankfurt am Main. Nach übergangsweiser Tätigkeit am OLG Frankfurt wurde er am 1. Oktober 1950 zum Ersten Staatsanwalt bei der Staatsanwaltschaft am OLG Frankfurt ernannt. Mit Beginn des Jahres 1952 wurde er Oberstaatsanwalt in Limburg an der Lahn und kehrte am 12. Oktober 1957 zur Staatsanwaltschaft beim Landgericht Frankfurt am Main zurück. In dieser Zeit war er an der Vorbereitung des Ersten Frankfurter Auschwitzprozesses involviert. Zwischen den Jahren 1954 und 1962 war Heinz Wolf Vorsitzender bzw. stellvertretender Vorsitzender des Deutschen Richterbundes, Landesverband Hessen.
Wolf ermittelte im Fall der ermordeten Rosemarie Nitribitt. Dabei war er über einen geplanten Deal zwischen Krupp und dem Hauptverdächtigen Heinz Pohlmann informiert, der den Namen Harald von Bohlen und Halbachs als Bekannten Nitribitts nicht der Presse nennen sollte.

### 1962 bis 1975: Landtagsabgeordneter und Landrat
Von 1962 bis 1966 war Wolf Abgeordneter der CDU im Hessischen Landtag, in dieser Zeit vom 1. Dezember 1962 bis zum 30. November 1964 auch justizpolitischer Sprecher der CDU-Fraktion. In der Berichterstattung der Presse zum Fall Wolf war hier von einer möglichen „Flucht in die Politik“ die Rede. Im Jahre 1964 war Heinz Wolf Mitglied der 4. Bundesversammlung. Vom 1. Juli 1964 bis 3. Februar 1975 war er Landrat im Landkreis Limburg, zuletzt im neu zusammengelegten Landkreis Limburg-Weilburg. Wolf war Ehrenbürger der Stadt Limburg und lange Zeit auch Namensgeber der dortigen Kreissporthalle.

## Kontroverse

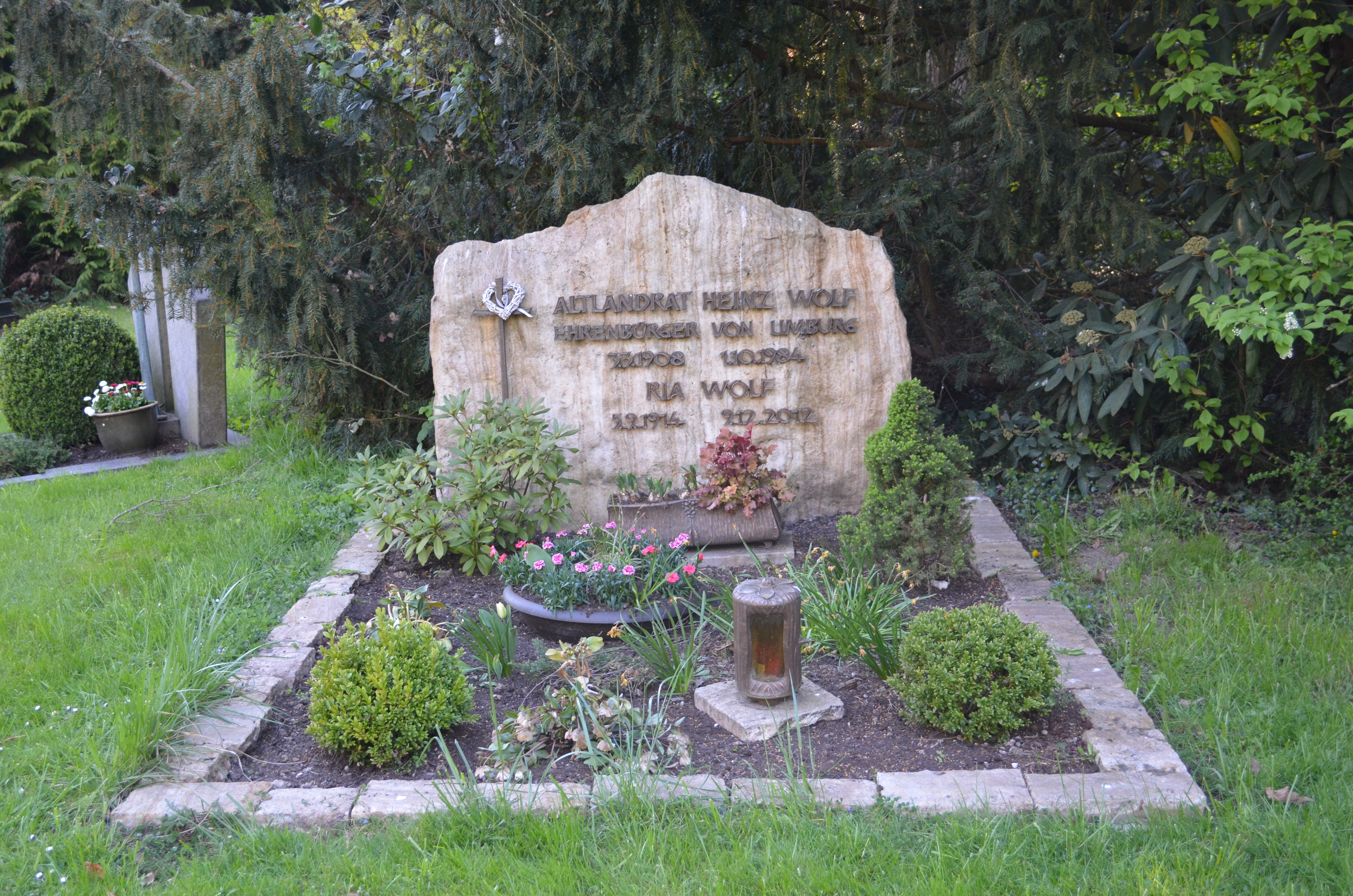
Das Grab von Heinz Wolf auf dem Hauptfriedhof in Limburg

Die Fraktion Die Linke im Kreistag Limburg-Weilburg stellte ab dem Jahr 2010 wiederholt Anträge zur NS-Vergangenheit von Heinz Wolf. In dem in der Folge durch die Kreisheimatpflegerin Marie-Luise Crone erstellten, und am 13. Februar 2012 abgeschlossenen Gutachten zur Thematik Heinz Wolf und seine Rolle während der NS-Zeit kommt diese zu folgendem Ergebnis: „Die Auswertung zeichnet Wolf als einen überzeugten Nationalsozialisten, der nach Kriegsende einen Salto geschlagen hat. Man muss ihm großen Opportunismus bescheinigen, gepaart mit einem starken Karrieredrang. Es war nicht einfach nur Parteimitglied, er hat sich ‚öffentlich‘ für das Regime engagiert. Seine bis heute nachzulesenden Aussagen zur Entlassung einer Jüdin und seine Stellungnahme zum Schwangerschaftsabbruch bei Erbkranken fallen schwer – gegen ihn – ins Gewicht. Es geht jetzt eigentlich nur noch darum, die ‚Schwere‘ seiner Verstrickung offenzulegen. Hierzu fehlen … noch stichhaltige Aussagen für die Danziger Zeit … Aber es wird immer deutlicher: er hat keinen Vorbildcharakter (daher ist die Verleihung des Bundesverdienstkreuzes und die Ehrenbürgerschaft der Stadt Limburg wie auch die Benennung der Sporthalle nicht vertretbar.)“
Der Hessische Landtag überprüft seit April 2012 mehr als 400 Biographien ehemaliger Landtagsabgeordneter ob es sich bei den Betroffenen um NS-Täter, Mitläufer oder Unschuldige handelte. Im Kontext der Untersuchung soll insbesondere der Sachverhalt geklärt werden, auf welche Weise und mittels welcher Verbindungen NS-Täter trotz erwiesener Einbindung in das Terrorregime nach 1945 die politische Karrierelaufbahn beschreiten konnten.
Durch den Kontakt zu der in Monheim am Rhein lebenden Autorin Helga-Marie Panitzky eröffnete sich der Blick auf den Fall Wolf aus der Perspektive eines seiner Opfer. Deren Vater, Johann Brose, war 1944 aufgrund eines Kleinstdeliktes, in dem der Vertreter der Danziger Anklagebehörde, Heinz Wolf, den Tatbestand der Wehrkraftzersetzung erfüllt sah, durch Enthauptung hingerichtet worden. Wie allen politischen Opfern der Danziger NS-Justiz wurden ihm die bürgerlichen Ehrenrechte aberkannt, um so ein über die physische Vernichtung hinaus wirkendes soziales Exempel zu statuieren. Helga-Marie Panitzky, die über ihre Lebensgeschichte ein Buch mit dem Titel „Sie nahmen mir meinen Vater“ verfasste und darin den Faksimile-Abdruck des Todesurteils gegen ihren Vater veröffentlicht hat, bekam das Rederecht in der Kreistagssitzung am 27. April 2012 eingeräumt.
Infolge der öffentlichen, durch Leserbriefe, Archivveröffentlichungen und Zeitungsberichte angestoßenen Debatte zur NS-Vergangenheit des ehemaligen Landrates Heinz Wolf entschied der Kreistag des Landkreises Limburg-Weilburg in seiner Sitzung am 27. April 2012 einstimmig, den Namen Heinz-Wolf-Halle „ruhen“ zu lassen, und die größte Sporthalle des Kreises vorerst Kreissporthalle Limburg zu nennen. Obwohl diese Entscheidung vorerst nur provisorischen Charakter haben sollte, wurden die Ausschilderungen nach kurzer Zeit entsprechend geändert.
Im Sommer 2013 sprach sich die Stadtverordnetenversammlung der Stadt Limburg an der Lahn für die Aufhebung des Beschlusses über die Verleihung der Ehrenbürgerwürde an Heinz Wolf aus (Ergebnis 42 Ja-Stimmen, 2 Gegenstimmen, 1 Enthaltung). Heinz Wolf wird fortan in der Liste der ehemaligen Ehrenbürger der Stadt Limburg mit dem Hinweis auf seine aktive Unterstützung des NS-Systems und der demzufolge beschlossenen Aberkennung des Ehrentitels geführt.

## Auszeichnungen
- 1975: Großes Verdienstkreuz des Verdienstordens der Bundesrepublik Deutschland
- Kommandeur des Ordens Leopolds II.

Die 1975 verliehene Ehrenbürgerwürde der Stadt Limburg an der Lahn wurde 2013 aufgrund der inzwischen bekannten Tiefe der Verstrickung in das NS-Regime wieder aberkannt. Aus demselben Grund wurde vom Kreistag des Landkreises Limburg-Weilburg bereits 2012 die Benennung der Kreis-Sporthalle nach Wolf wieder zurückgenommen.